# ゆのくに天祥
『株式会社 ホテルゆのくに』は、石川県加賀市の山代温泉に本社を置く、温泉旅館「ゆのくに天祥（てんしょう）」を運営する日本の企業。関連会社には、石川県小松市の粟津温泉にある伝統工芸のテーマパーク「ゆのくにの森」がある。

## 概要
屋号は、「ゆのくに」は「湯の国」と「天祥」は「福のまえぶれ」に由来する。
「プロが選ぶ日本のホテル・旅館100選」（主催・株式会社旅行新聞新社）に連続入選、「人気温泉旅館ホテル250選」「5つ星の宿」（主催・株式会社観光経済新聞社）に連続認定など、多数の賞を受賞している。

## 沿革
- 1963年（昭和38年）年6月17日 創業
- 1982年（昭和57年）6月 「白雲本館」増築オープン
- 1988年（昭和63年）6月　関連会社「加賀伝統工芸村 ゆのくにの森」オープン
- 1991年（平成3年）8月 「天祥の館」オープン
- 1998年（平成10年）7月 「白雲南館」改装オープン
- 2004年（平成16年）4月 大浴場「悠幻の湯殿」・「滝見の湯屋」・「九谷の湯処」オープン “一泊三湯十八ゆめぐり”営業開始
- 2008年（平成20年）7月 「天祥の館 特別フロア 然Zen」オープン
- 2012年（平成24年）11月 自家源泉「山代温泉 ゆのくに天祥源泉」開湯（引湯源泉と2種類の源泉を使用）

## 事業所
- 大阪営業所
  - 大阪府大阪市中央区東心斎橋1丁目4番1 オリエンタル東心斎橋ビル

- 名古屋営業所
  - 愛知県名古屋市中村区名駅4-24-5 第2森ビル

## 賞歴
- 2023年 第48回 「プロが選ぶ日本のホテル・旅館100選」（総合・サービス・料理・施設・企画各部門）連続入賞【総合7位（北陸エリア2位）】（主催・株式会社旅行新聞新社）
- 「人気温泉ホテル250選」及び「5つ星の宿®」連続入賞（主催・株式会社観光経済新聞社）
- 2000年 北国産業振興財団表彰受賞
- 2007年度 第9回石川県バリアフリー社会推進賞（優秀賞）受賞
- 2011年 いしかわ事業者版環境ISO取得
- 2011年 ㈱日本政策投資銀行「DBJ環境格付」取得
- 2012年度 JTBサービス優秀旅館・ホテル（大規模施設【旅館】）受賞
- 2015年度 いしかわ事業者版環境ISO優良活動表彰受賞
- 2016年 ミシュランガイド富山・石川（金沢）2016 特別版掲載
- 2018年 高年齢雇用開発コンテスト 厚生労働大臣賞（最優秀賞）受賞
- 2018年度 エネルギー管理優良事業者知事賞受賞
- 2018年度 障害者雇用優良事業者所表彰 受賞（高齢・障害・求職者雇用支援機構理事長努力賞）
- 2018年度 加賀市優秀企業顕彰認定